# عملية كربلاء -7
```
كانت 
عملية كربلاء 7
 عملية عسكرية 
للقوات المسلحة الإيرانية
 خلال 
الحرب العراقية الإيرانية
. في 4 مارس 1986، نفذ مقاتلو جيش جمهورية إيران الإسلامية (الفرقة 64 أرومية)، بقيادة أمير غضنفر أذرفر 
من القوات البرية للجيش
، هذه العملية، المسماة مولاي متقى 7، في منطقة 
حاج عمران
، 
محافظة أربيل
، 
كردستان العراق
.
[
1
]
[
2
]
```

## منطقة العمليات
وتشمل منطقة العمليات مناطق حاج عمران، طنجة دربند، مرتفعات جاردماند، تيبي سورخ، يال كاله أسبي، والمنحدر الجنوبي لمرتفعات جارديكو، المعروف باسم تيبي الشهداء. تقع منطقة حاج عمران في العراق غرب مدينة بيرانشهر وهي منطقة جبلية يصعب الوصول إليها. يقع هذا الجزء الجبلي على طول سلسلة جبال أرارات وله قمم عديدة، والتي يمكن تسميتها في منطقة عملية كربلاء 7 بمرتفعات بوز مرج سير، تمرشين، قمطرة، سيكانيان، كفرستان، فاراس، جرده مند، 2519 (شاه كوه أو سلطان الجبل)، جرده كوه، كدو، والشهداء. ومن مميزات هذه المنطقة الوديان العميقة والشقوق والمنخفضات والمرتفعات العديدة. بشكل عام، تتميز منطقة عمليات كربلاء 7 بتضاريس جبلية وعرة، وصعبة الوصول إليها، ولا تستطيع التحرك فيها إلا قوات المشاة المزودة بمعدات خفيفة. ويُعتبر الارتفاع 2519 ميزة حيوية للمنطقة من الناحية التكتيكية، إذ يتمتع بسيطرته الكاملة على جميع مناطق جومان مصطفى، ومامي خلان، ونوبر دان، وتل الشهداء، ونصر، ومرتفعات الصدر، مما يُقلل من الخسائر البشرية والمادية.

## أهداف وأهمية العملية
كان هدف هذه العملية هو تعطيل وإبطاء حركة قوات الجيش العراقي إلى المناطق الجنوبية للدفاع عن البصرة، والتي نفذتها القوات الإيرانية بنجاح تقريبي. ومع ذلك، وعلى الرغم من نجاح هذه العملية، لم يُستَولى على البصرة. كان تحرير المرتفعات المهمة في المنطقة، وتدمير آلة الحرب للعدو، والسيطرة على منطقة حاج عمران، وإنشاء المرافق اللازمة لمواصلة المعركة في المنطقة أهدافًا أخرى لهذه العملية. ويقال إن عملية هجوم كربلاء 7 صُممت ونُفذت بهدف إلحاق الضرر بالقوات العراقية، وتقليل الضغط على مناطق عمليات كربلاء 5 و6، وتمهيد الطريق للعمليات اللاحقة في معسكر رمضان، والانتقام لدماء شهداء قصف المدن الإيرانية، واستعادة المرتفعات الحساسة في 2519، وتل الشهداء، وغاردماند، والسيطرة على محور حاج عمران-جومان مصطفى-جلالة.

## وصف العملية
بدأت العملية في الأول من مارس/آذار عام 1986 في عمق الأراضي العراقية بمنطقة حاج عمران، على يد قوات جيش جمهورية إيران الإسلامية. وبعد حوالي ساعة وأربعين دقيقة، تمركزت القوات الإيرانية بالقرب من العوائق العراقية، وانشغلت عناصر متخصصة من فرق الاستطلاع والهندسة في شق ممر، وتفكيك الألغام، وقطع الأسلاك الشائكة للعدو. عبرت كتيبة الكوماندوز، ثم كتيبة المشاة 103، خط المغادرة على الفور. وأخيرًا، وبعد حوالي يومين من القتال العنيف، الذي كان أحيانًا متبادلًا بين الطرفين، بدعم من نيران متواصلة وفعالة من وحدات المدفعية والمروحيات، نجحت وحدات الكوماندوز في الاستيلاء على الأهداف المحددة مسبقًا، وإحباط جميع الهجمات العراقية، وتعزيز مواقعها على الأهداف التي تم الاستيلاء عليها.
خلال عملية كربلاء 7، سيطرت فرقة أرومية 64 على مرتفعات استراتيجية في المنطقة، بما في ذلك الارتفاع الحاسم 2519، وغاردماند، والتلة الحمراء، وتل كيل أسبي، وحوالي 50 كيلومترًا مربعًا من الأراضي العراقية.

## الاستعدادات والخسائر والضحايا

### إيران[3]
وحدات ذات اتجاه واحد (قواطع الخطوط)
1. وحدة اللواء الثالث للمحاربين تضم 180 شخصًا موهوبًا.
2. كتيبة رينجر
3. الكتيبة 103 للمشاة

وحدات احترازية
1. الكتيبة 115 مشاة
2. الكتيبة 132 للمشاة
3. الكتيبة 188 مشاة
4. كتيبة المشاة 167

- وحدات دعم الحرائق
- فصائل الهاون عيار 120 ملم وأسلحة تنظيمية أخرى لكتائب الهجوم والاحتياط
- كتائب المدفعية التابعة للجيش ذات الإمكانيات المتاحة
- فرق الإطفاء القتالية تحت سيطرة اللواء الثاني المنتشرة في المواقع ذات الصلة
- ثلاث فرق إطفاء من القوات الجوية في كرمانشاه

### العراق
الوحدات العراقية المنتشرة أمام محور حاج عمران – رواندوز:
1. الكتيبة الثالثة، لواء المشاة 75، الفرقة العراقية 23، المتمركزة على المرتفعات 2519؛
2. 3 كتائب من اللواء 604 مشاة متمركزة على مرتفعات فاراس والمنحدرات السفلية لمرتفعات 2519؛
3. كتيبتان من اللواء 75 مشاة متمركزتان في منطقة الحرس؛
4. كتيبة كوماندوز من فرقة المشاة 23 متمركزة في تشومان مصطفى؛
5. 3 كتائب من اللواء 96 مشاة متمركزة على مرتفعات تابي شهداء وتابي قرآن؛
6. مركز مراقبة بسعة 400 جندي مشاة متمركز في نافاندا؛
7. كتيبة الكوماندوز التابعة للفيلق الخامس المتمركزة في مرتفعات فاراس؛
8. الكتيبة المدرعة 42؛
9. الكتيبة المدرعة الرابعة؛
10. 4 كتائب مدفعية بما في ذلك (كتيبة المدفعية عيار 130 ملم رقم 678، الكتيبة الرومانية عيار 100 ملم رقم 247، الكتيبة المدفعية عيار 152 ملم رقم 696، بطاريات هاون خفيفة عيار 120 ملم وبطاريات كاتيوشا).

الوحدات العراقية المتمركزة في منطقتي سيدكان وراوندوز:
1. كتيبة كوماندوز من الفرقة 23 متمركزة في سيدكان؛
2. الكتيبة الأولى، اللواء الثالث، الفرقة العراقية الخامسة والعشرون؛
3. 2 كتيبة من قوات العدو غير النظامية (الجيش الشعبي).

في هذه العملية، قُتل وجُرح حوالي 3000 جندي عراقي، وأُسر 289 منهم. أُلحقت أضرار جسيمة باثنتي عشرة كتيبة مشاة تابعة للألوية الأول والثاني والثالث من فرقة المغاوير الثالثة والعشرين التابعة للفيلق الخامس العراقي، ولواءي الاحتياط 93 و96 المتمركزين في المنطقة، ولواءي المشاة 108 و606، وخمس كتائب مدفعية، كما دُمرت العديد من دبابات العدو وناقلات الجند والمركبات، واستولى الإيرانيون على كميات كبيرة من أسلحة العدو الخفيفة والثقيلة وذخيرته سليمة. ومن بين الخسائر العراقية في هذه العملية، حوالي 90 دبابة و150 مركبة و60 قطعة مدفعية وخمسة مستودعات ذخيرة وعشرات الأسلحة الخفيفة والمتوسطة مثل قذائف الهاون.

## قراءة إضافية
محسن رشيد، تقرير مختصر / مركز الدراسات والأبحاث الحربية للحرس الثوري الإسلامي، تحرير مهدي أنصاري، طهران: مركز الدراسات والأبحاث الحربية للحرس الثوري الإسلامي، 1999، ISBN: 964-6315-33-x